# Diplogrammus pygmaeus
Diplogrammus pygmaeus és una espècie de peix de la família dels cal·lionímids i de l'ordre dels perciformes.

## Morfologia
- Els mascles poden assolir 3,7 cm de longitud total.[3][4]

## Hàbitat
És un peix marí, de clima tropical i demersal que viu entre 14-17 m de fondària.

## Distribució geogràfica
Es troba a Oman i els Emirats Àrabs Units.

## Observacions
És inofensiu per als humans.